# Ahrensburg Ost
Ahrensburg Ost – stacja metra hamburskiego na linii U1. Znajduje się w miejscowości Ahrensburg. Stacja została otwarta 17 czerwca 1922. 

## Położenie
Stacja Ahrensburg Ost posiada peron wyspowy o długości 120 metrów, na zachód od "Kuhlenmoorweg".
Znajduje się tu parkin P+R na 56 miejsc.